# Necula Răducanu
Necula "Rică" Răducanu (ur. 10 maja 1946 we Vlădeni) – piłkarz rumuński grający na pozycji bramkarza. W swojej karierze rozegrał 61 meczów w reprezentacji Rumunii.

## Kariera klubowa
Karierę piłkarską Răducanu rozpoczynał w klubach z Bukaresztu: Victoria MIBC Bukareszt i Flacăra Roșie Bukareszt. Następnie został zawodnikiem Rapidu Bukareszt. W 1965 roku awansował do kadry pierwszego zespołu i 10 maja 1966 zadebiutował w pierwszej lidze rumuńskiej w przegranym 1:2 domowym meczu z Siderurgistulem Galați. Od sezonu 1966/1967 był podstawowym bramkarzem Rapidu. Wraz z Rapidem został mistrzem kraju w 1967 roku, wicemistrzem kraju w latach 1966, 1970 i 1971 oraz dwukrotnie zdobył Puchar Rumunii (1972, 1975). W 1974 roku spadł z Rapidem do drugiej ligi.
Latem 1975 roku Răducanu przeszedł do innego stołecznego klubu, Sportulu Studențesc. Grał w nim przez 3 lata, a w 1978 roku odszedł do Steauy Bukareszt. W sezonie 1979/1980 grał w drugoligowym FCM Reșița, ale jeszcze w jego trakcie wrócił do Steauy i wywalczył wicemistrzostwo Rumunii. W sezonie 1980/1981 grał w FC Baia Mare, a następnie w Autobuzul Bukareszt. Karierę zakończył w 1982 roku w Spartacu Bukareszt.
| Sezon   | Klub                         | Kraj    | Rozgrywki | Mecze | Bramki |
| ------- | ---------------------------- | ------- | --------- | ----- | ------ |
| 1965/66 | Rapid Bukareszt              | Rumunia | Divizia A | 6     | 0      |
| 1966/67 | Rapid Bukareszt              | Rumunia | Divizia A | 24    | 0      |
| 1967/68 | Rapid Bukareszt              | Rumunia | Divizia A | 24    | 0      |
| 1968/69 | Rapid Bukareszt              | Rumunia | Divizia A | 16    | 0      |
| 1969/70 | Rapid Bukareszt              | Rumunia | Divizia A | 27    | 0      |
| 1970/71 | Rapid Bukareszt              | Rumunia | Divizia A | 25    | 0      |
| 1971/72 | Rapid Bukareszt              | Rumunia | Divizia A | 28    | 0      |
| 1972/73 | Rapid Bukareszt              | Rumunia | Divizia A | 29    | 0      |
| 1973/74 | Rapid Bukareszt              | Rumunia | Divizia A | 30    | 3      |
| 1974/75 | Rapid Bukareszt              | Rumunia | Divizia B | 24    | 4      |
| 1975/76 | Sportul Studențesc Bukareszt | Rumunia | Divizia A | 28    | 0      |
| 1976/77 | Sportul Studențesc Bukareszt | Rumunia | Divizia A | 31    | 0      |
| 1977/78 | Sportul Studențesc Bukareszt | Rumunia | Divizia A | 29    | 0      |
| 1978/79 | Steaua Bukareszt             | Rumunia | Divizia A | 19    | 0      |
| 1979/80 | FCM Reșița                   | Rumunia | Divizia B | ?     | ?      |
| 1979/80 | Steaua Bukareszt             | Rumunia | Divizia A | 3     | 0      |
| 1980/81 | FC Baia Mare                 | Rumunia | Divizia A | 10    | 0      |
| 1980/81 | Autobuzul Bukareszt          | Rumunia | Divizia B | ?     | ?      |

## Kariera reprezentacyjna
W reprezentacji Rumunii Răducanu zadebiutował 25 czerwca 1967 roku w przegranym 0:1 meczu eliminacji do Euro 68 z Włochami. W 1970 roku został powołany do kadry na Mistrzostwa Świata 1970. Wystąpił na nich w jednym meczu: z Brazylią (2:3). Od 1967 do 1978 roku rozegrał w kadrze narodowej 61 spotkań.

## Życie prywatne
Po zakończeniu kariery sportowej prowadził sklep mięsny o nazwie „Merci Rică” w Bukareszcie oraz luksusową letnią restaurację „Sirena” w kurorcie  Neptun nad Morzem Czarnym.